# 17世纪
| 千纪： | 1千纪 \| 2千纪 \| 3千纪                                                                                              |
| 世纪： | 14世纪 \| 15世纪 \| 16世纪 \| 17世纪 \| 18世纪 \| 19世纪 \| 20世纪                                                   |
| 年代： | 1600年代 \| 1610年代 \| 1620年代 \| 1630年代 \| 1640年代 \| 1650年代 \| 1660年代 \| 1670年代 \| 1680年代 \| 1690年代 |

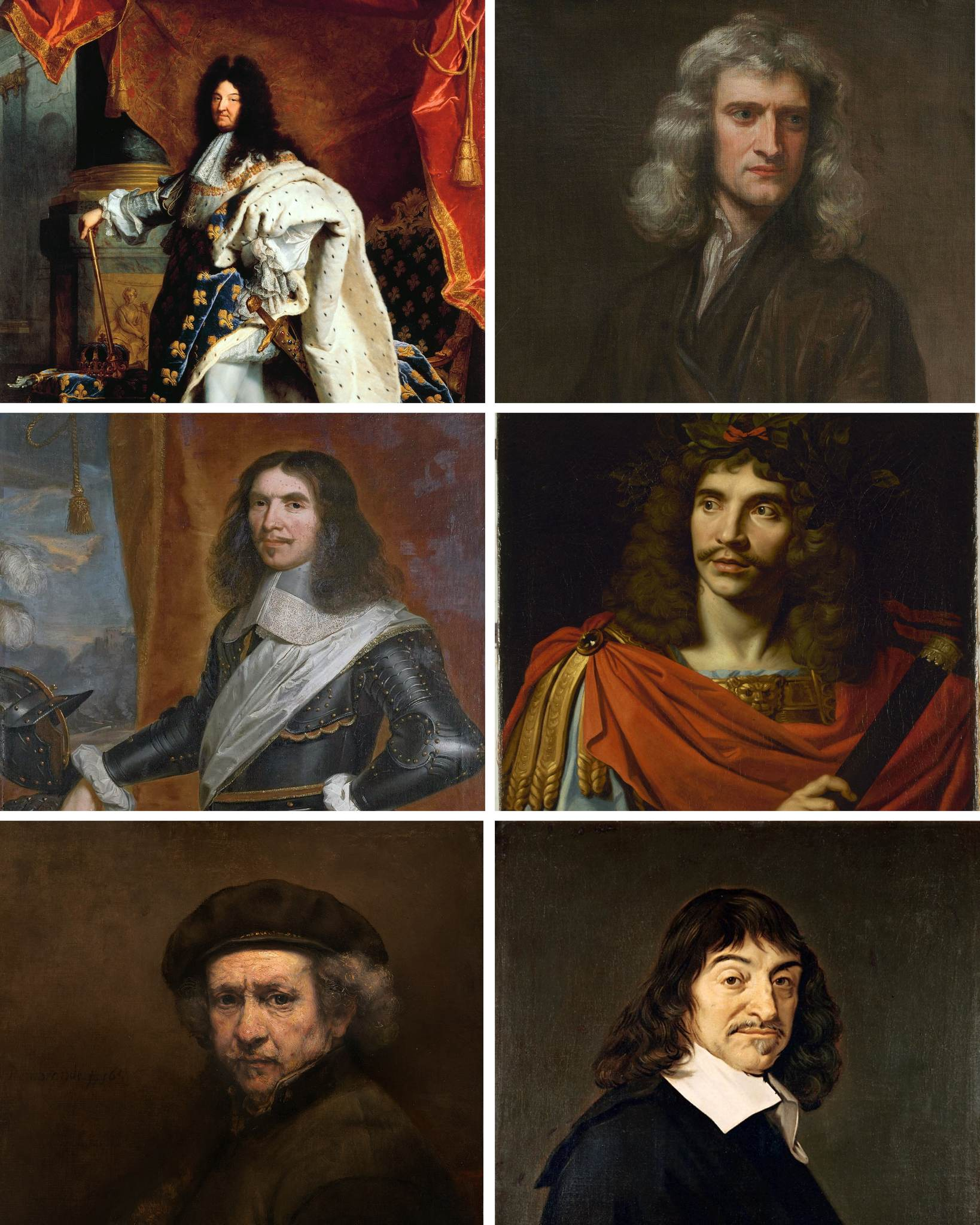
左上：近代歐洲君主的代表人物路易十四
右上：17世紀著名的科學家牛頓
左中：17世紀著名的軍事家蒂雷納子爵
右中：17世紀著名的劇作家莫里哀
左下：17世紀著名的藝術家伦勃朗
右下：17世紀著名的哲學家笛卡尔

1601年1月1日至1700年12月31日的这一段期间被称为17世纪，屬於早期現代，在歐洲也称巴洛克时期。17世紀涵蓋了法國的黃金時代「大世紀」、西班牙黃金時代、荷蘭黃金時代以及科學革命，歐洲政權在這段時期發動一系列規模龐大的戰爭和殖民征服。
自17世紀中期的法西战争，歐洲局勢開始由法蘭西王國主導，路易十四在絕對君主制的控制下，對其他歐洲列強發動一系列如法荷戰爭、大同盟戰爭的戰事，擴大了法國的疆界。在中國，滿清入關後成功清掃明朝的殘存勢力，並對西北地區擴張。在伊斯蘭世界，三大火藥帝國：鄂圖曼帝國、萨非王朝和莫卧儿帝国都達到自己疆域的頂峰。在日本，德川家康建立了德川幕府，並於1630年頒布了鎖國命令，並持續至19世紀的黑船事件。
在17世紀，經過歐洲科學家的努力，對數、電、望遠鏡、顯微鏡、微積分、萬有引力定律、運動定律、氣壓、解析幾何、機械計算器等等事物被發明或發現。歐洲的文化藝術在這段時期也快速發展。
在這一時期，歐洲殖民者對美洲殖民地的擴張正式上軌道，包含大量的白銀開採，以至於在全世界造成通貨膨脹。歐洲殖民者如荷蘭與英國在東亞和南亞的勢力也逐步擴大，開始控制了部分地區的沿海地區。

## 重要事件、发展与成就
- 天灾人祸
  - 世纪初，地球进入小冰期时代，地表气温开始变冷，农作物产量大幅度降低。
  - 王恭厰大爆炸：1626年5月30日，中国北京西南隅的王恭廠周邊區域發生離奇爆炸事件，半徑達750公尺，面積達2.25平方公里的爆炸範圍，造成2萬餘人的重大死傷[1]。後人估算，此次爆炸威力約為1至2萬噸當量的三硝基甲苯，相當於廣島原爆[2]。
  - 明末大鼠疫：明末大鼠疫开始于1633年，地点是山西。1641年传到河北，并随着李自成和清朝的军队传到更多的地区。同年鼠疫传到北京，造成北京人口的大批死亡。有一个统计数字，这场大疫夺走20万北京人的性命，而北京城当时的人口，估计在80万到100万，等于每四到五个北京人中，就死掉一人[3]。
  - 明末清初屠杀事件：清军入主中原前后包括清朝军队、明朝军队（包括南明政权）、农民武装等多方势力混战所造成的屠杀事件。以清军为例，清军为报复反抗者的激抗和推行剃发令而制造多起冲突和屠杀事件，如曾在扬州、桂林、昆明、江阴、嘉定、广州实行屠城。
  - 伦敦大瘟疫：一场1665年至1666年间发生在英国的大规模传染病爆发，超过10万人死于这次瘟疫之中，足足相当于当时伦敦人口的五分之一[4]。
  - 伦敦大火：1666年9月2日至9月5日，发生了伦敦历史上最严重的火灾[5]。火灾损失包括13200户住宅、87座教区教堂、圣保罗大教堂以及多数市政府建筑，估计造成城市8万人口之中的7万居民无家可归。
  - 郯城大地震：1668年7月25日，中国山东郯城发生规模8.5级大地震，压毙5万余人[6]。
  - 1679年三河・平谷地震：1679年9月2日，中国河北省北部燕山地震带发生大地震。震中位于河北省大厂回族自治县夏垫镇。此震是中国东部人口稠密地区影响广泛和损失惨重的知名历史地震之一，是北京附近历史上发生的最大地震。震级估计为8级[7]。

- 战争与政治
  - 歐洲大規模宗教戰爭止於三十年戰爭（1618年6月23日－1648年10月29日）。
  - 大洪水时代（1648年1月—1654年的哥萨克人赫梅利尼茨基起义 1655年—1660年的波瑞战争 1654年—1664年的波俄战争）
  - 法蘭西王國成為歐洲霸主和世界第一強權。
  - 荷兰共和国躋身世界大國之列。
  - 大同盟战争，法国被遏制。
  - 英国清教徒革命。
  - 英國光榮革命，英国崛起。
  - 明朝灭亡，清朝（1616年—1662年 清朝取代明朝的战争）建立。
  - 德川家康消滅豐臣氏並建立江戶幕府，日本戰國時代結束。日本進入江戶時代。
  - 日本島原之亂及後日本鎖國。
  - 地理大發現時代在此時期進入尾聲。

- 社會與經濟
  - 克鲁人从利比里亚移入科特迪瓦。
  - 英國農業革命。
  - 荷蘭人建立了一套完整的市場和銀行制度及全世界第一間股票交易所。
  - 康熙二十二年1683年，康熙皇帝谕令禁止开矿。

- 科学技术
  - 1687年，艾萨克·牛顿发表的论文《自然哲学的数学原理》裡，对万有引力和三大运动定律进行了描述。
  - 第一階段西學東漸。

- 文化娱乐
  - 在歐洲文化史來說，17世纪的歐洲文化與藝術已經開始從文藝復興時期邁入了巴洛克時期。
  - 在中國，耶穌會傳教士活躍於明朝與清朝，歐洲文化盛行於中國宮廷。

- 疾病与医学
  - 安東·范·列文霍克（Antony van Leeuwenhoek）：建造了高清晰度的單顯微鏡，研究了毛細管循環和肌肉纖維。他觀察了血球、精子與細菌，並繪出了它們的形象。於1683年發現了細菌。
  - 威廉·哈维在1628年发表《关于动物心脏与血液运动的解剖研究》，1651年发表《动物的生殖》（De Generatione）等。这些成就对生理学和胚胎学的发展起了很大作用。

- 环境与自然资源
  - 渡渡鳥滅絕。
  - 模里西斯夜蒼鷺滅絕。
- 宗教與哲學